# كرايغ هيلا جونسون
كرايغ هيلا جونسون (بالإنجليزية: Craig Hella Johnson)‏ هو موزع وملحن أمريكي، ولد في 15 يونيو 1962 في مقاطعة كرو وينغ في الولايات المتحدة.

## وصلات خارجية
- الموقع الرسمي
- كرايغ هيلا جونسون على موقع ميوزك برينز (الإنجليزية)
- كرايغ هيلا جونسون على موقع أول ميوزيك (الإنجليزية)
- كرايغ هيلا جونسون على موقع ديسكوغز (الإنجليزية)